# Raimond Scheirich
Raimond Scheirich, né le 21 mars 1990 à Timișoara, est un homme politique allemand. Membre de l'Alternative pour l'Allemagne (AfD), il est élu au Bundestag en 2025.

## Biographie
Raimond Scheirich naît le 21 mars 1990 à Timișoara.
Il obtient un baccalauréat au lycée Jakob-Fugger d'Augsbourg, est diplômé en géosciences à l'université technique de Munich (B.Sc.) et diplômé en ingénierie écologique à l'université technique de Munich (M.Sc.). Il effectue son service militaire de base dans l'armée de l'air.
Il est collaborateur scientifique à l'université technique de Munich et au centre Helmholtz de Munich, ingénieur commercial chez un grand prestataire de services analytiques.
Il est conseiller de groupe auprès du groupe parlementaire AfD au Landtag bavarois et président du groupe parlementaire de l'AfD au conseil municipal d'Augsbourg.
Raimond Scheirich est élu au Bundestag en 2025.